# 商州镇
商州镇，是中华人民共和国四川省宜宾市叙州区下辖的一个乡镇级行政单位。

## 行政区划
商州镇下辖以下地区：
商州社区、两河村、商州村、松溪村、安全村、东皇村、同罗村、洞口村、辽叶村、新华村、厂坝村、晒金村、炳兴村、长久村、二黄村、丰岩村和民乐村。